# キュー・ポナリー
キュー・ポナリー（クメール語: ខៀវ ពណ្ណារី / Khieu Ponnary, 1920年 - 2003年7月1日）は、カンボジアの革命家、政治家。カンボジアの独裁者ポル・ポトの夫人であった。民主カンプチア政権内でのポストは民主婦人連合会長。カンプチア共産党中央委員候補。
別名、イム。

## 経歴
裁判官の家庭に生まれる。カンボジア最高学府であるリセ・シソワットを首席で卒業後、パリに留学。カンボジア人女性として初めてバカロレアに合格した二人のうちの一人となった。カンボジア帰国後は、婦人雑誌ニエラを創刊し、また共産主義運動に参加した。夫となるポル・ポトとはパリで知り合い、1955年に再会した後に同居するようになり、1956年7月に結婚した。シソワット高校で国文学を教えるようになるが、1965年に地下に潜伏。
カンボジア内戦時よりカンボジア民主婦人連合会長を務め、1971年の党大会において共産党中央委員会候補に選出された。また1972年3月25日の発表により、カンプチア民族統一戦線首都プノンペン市委員会副議長への就任が確認された。
しかし、1970年代前半から精神病を患っていたとも伝えられ、1979年に離婚した。
2003年7月1日、パイリン地区副知事を務める甥の家で亡くなった。